# François Rebeyrol
François Rebeyrol est un joueur français de volley-ball, né le 2 juillet 1999 en France. Il mesure 2,02 m et joue réceptionneur-attaquant.

## Biographie
Formé à l'Association sportive de Cannes (2017-2018) et au Centre national de volley-ball (2017-2018), il devient professionnel avec Cannes (2019-2020) avec lequel il remporte le championnat de Ligue B de volley-ball masculin. Engagé au Gazélec FC Ajaccio (2020-2021), il joue depuis 2021 pour Le Plessis-Robinson, nouvellement promu en Ligue A.
Il fait partie des jeunes joueurs de l'équipe de France,.

## Palmarès

### En club
- Championnat de Ligue B de volley-ball masculin
  -  Premier : 2018 avec l'Association sportive de Cannes